# Розклад Шура
Розклад Шура — представлення квадратної матриці {\displaystyle \ A} з комплексними коефіцієнтами у вигляді 
{\displaystyle \ A=URU^{*},}
де U — унітарна матриця, R — верхня трикутна матриця.

## Властивості
- Очевидно, що матриця {\displaystyle \ R} подібна до матриці {\displaystyle \ A}, отже в них всі власні значення збігаються, а оскільки {\displaystyle \ R} — трикутна, то вони знаходяться в неї на головній діагоналі.

- Матриця {\displaystyle \ A} буде нормальною тоді і тільки тоді, коли матриця {\displaystyle \ R} в розкладі Шура буде діагональною. Отже для нормальних матриць спектральний розклад та розклад Шура збігаються.

- Якщо квадратні матриці {\displaystyle \ A,B} є переставними, то їх можна привести до трикутного вигляду одною унітарною матрицею:

{\displaystyle \exists \;U,R_{1},R_{2}:\quad A=UR_{1}U^{*},\quad B=UR_{2}U^{*}.}
ця властивість узагальнюється на довільну кількість попарно-переставних матриць.
- Наслідком з попередньої властивості є одночасна діагоналізація переставних нормальних матриць (див. Переставні матриці).

## Узагальнений розклад Шура
Квадратні матриці {\displaystyle \ A,B} можуть бути представлені у вигляді:
{\displaystyle \ A=QR_{1}Z^{*},\quad B=QR_{2}Z^{*}}
де
{\displaystyle \ Q,Z} — унітарні матриці,
{\displaystyle \ R_{1},R_{2}} — верхні трикутні матриці.
Ще відомий під назвою QZ-розклад. Узагальнює сингулярний розклад матриці.

## Дивись також
- Теорія матриць
- Розклад матриці